# Pareuxesta latifasciata
Pareuxesta latifasciata är en tvåvingeart som beskrevs av Daniel William Coquillett 1901. Pareuxesta latifasciata ingår i släktet Pareuxesta och familjen fläckflugor. Inga underarter finns listade i Catalogue of Life.